# Zbraslav (kraj południowomorawski)
Zbraslav – gmina w Czechach, w powiecie Brno, w kraju południowomorawskim. 1 stycznia 2014 liczyła 1257 mieszkańców.